# Liste der Listen der Limeskastelle
Die Liste der Limeskastelle  ist in Wikipedia in zahlreiche Unterlisten aufgegliedert:
- Liste der Kastelle am Obergermanisch-Raetischen Limes
- Liste der Kastelle des Donau-Iller-Rhein-Limes
- Liste der Kastelle in Noricum und Oberpannonien
- Liste der Limeskastelle in Ungarn
  - Liste der spätantiken Binnenkastelle in Ungarn
- Liste der Limeskastelle in Kroatien und Serbien
- Liste der Kastelle am moesischen Limes
- Liste der Limeskastelle in Dakien